# 戸田茂
戸田 茂（とだ しげる、1890年（明治23年）10月29日 - 1973年（昭和48年）9月17日）は、日本の医学者、教育者。岡山県磐梨郡吉岡村宗堂（現・岡山市東区瀬戸町宗堂）出身。
1915（大正4）年、旧制・岡山医科大学を卒業、欧米留学し、1926（大正15）年、助教授（医化学教室）から、1927（昭和2）年に旧・満州医科大学教授として転出。大戦後抑留され旧・満州医大が中国医科大学に改変される手助けをしたが、1947（昭和22）年、抑留を解かれて帰国。なお、中華人民共和国の体制になって中国医科大学が整備された後も「友人」としての往来・交流は続いた。
1955（昭和30）年、岡山県立栄養短期大学創設に伴い初代学長、併せて、私立真備高等女学校（共学化改制により、現・明誠学院高等学校）校長。当時、栄養短大が真備学園敷地内に置かれていたために、校長職を受諾した。
同短期大学が岡山県立短期大学に改変されたのに伴い、学長職に留まり1963（昭和38）年まで務め、短期大学が後に岡山県立大学となる礎を固めた。